# Пономарёв, Иван Афанасьевич
Иван Афанасьевич Пономарёв (1890 - 1959) — советский военно-морской деятель, инженерный работник, преподаватель, начальник кафедры Высшего военно-морского инженерного училища им. Ф. Э. Дзержинского, инженер-капитан 1-го ранга (1940).

## Биография
Родился в 1890 году. С 1909 по 1916 годы учился на механическом отделении Петроградского политехнического института. В 1916 г. был призван с последнего курса в армию. В 1917 г. окончил курсы гардемаринов флота и стал мичманом инженером-механиком. В РККФ с 7 ноября 1917 года (23 февраля 1918 года). В 1917 – 1920 гг. служил инженером-механиком на эскадренном миноносце Балтийского флота. В 1920 – 1923 гг. был слушателем Военно-морской академии. После окончания академии проходил службу в Севастополе и Ленинграде, был старшим приемщиком по механической части в составе комиссии по наблюдению за достройкой военных кораблей.
В 1930 г. И.А. Пономарев был переведен на преподавательскую работу в Военно-морское инженерное училище.  Начальник кафедры Высшего военно-морского инженерного училища им. Ф. Э. Дзержинского. С 1946 года в отставке.
По совместительству в 1931 – 1934 гг. И.А. Пономарев работал доцентом в Ленинградском институте инженеров водного транспорта (ЛИИВТ), в 1934 – 1939 гг. – заведовал кафедрой двигателей внутреннего сгорания, в 1939 – 1941 гг. – профессор кафедры двигателей внутреннего сгорания. В 1946 г. профессор И.А. Пономарев перешёл на постоянную работу в ЛИИВТ. В 1946 – 1957 гг. - заведовал кафедрой двигателей внутреннего сгорания, в 1957 – 1959 гг. – профессор кафедры двигателей внутреннего сгорания.
Из аттестации: Глубоко знающий двигатели внутреннего горения инженер. Умело руководит кафедрой. Преподавательскую работу любит и работает с интересом. Написал ряд учебников для курсантского состава.

### Звания
- Инженер-флагман 3-го ранга (16 мая 1939);[2][3]
- Инженер-капитан 1-го ранга (8 июня 1940)[4].